# Olov Abrahamsson
Olov Abrahamsson, folkbokförd Lars Olof Abrahamsson, född 6 oktober 1963 i Nederkalix församling, Norrbottens län, är en svensk journalist.
Olov Abrahamsson har ett förflutet i SSU. Han var ordförande i Norrbottens SSU-distrikt 1984–1987 och ingick i SSU:s förbundsstyrelse 1987–1990.
Abrahamsson studerade vid informations- och medielinjen vid Brunnsviks folkhögskola läsåret 1985/86.

## Anställningar
Efter en del kortare vikariat under 1986 och 1987 fick han anställning som ledarskribent och politisk redaktör hos Dagbladet/Nya Norrland 1987-1990.
Mellan åren 1990 och 2005 var han politisk chefredaktör för Piteå-Tidningen. Under februari-juni 1995 var Abrahamsson dock tjänstledig från Piteå-Tidningen för att arbeta som politiskt sakkunnig hos dåvarande arbetsmarknadsministern Anders Sundström.
1 september 2005 tillträdde han som politisk chefredaktör och ansvarig för ledarsidan hos Norrländska Socialdemokraten i Luleå, en befattning som han upprätthöll till och med 10 mars 2024. Under denna period skrev han ibland även på Piteå-Tidningens ledarsida - bland annat regelbundet från 1 september 2015 till 29 mars 2018 efter att PT:s politiska chefredaktör Bengt-Urban Fransson gått bort sommaren 2015.
Abrahamsson skrev krönikor i tidningen Aktuellt i Politiken under åren 2004-2012. Han har även medverkat med enstaka texter i tidningar som Sydöstran, Östra Småland, Västerbottens Folkblad, Värmlands Folkblad samt Folkbladet i Norrköping. Under åren 2008-2024 var han en återkommande röst i "Panelen" i P1-programmet "Godmorgon, världen!".
Under slutet av 2024 och början av 2025 arrangerade ABF Norr en föreläsningsturné där Abrahamsson berättade om sina 37 år som ledarskribent och opinionsbildare i och för norra Sverige. Under resan besökte han Arjeplog, Arvidsjaur, Boden, Gällivare, Haparanda, Jokkmokk, Kalix, Kiruna, Luleå, Pajala, Piteå, Älvsbyn, Överkalix samt Övertorneå. Rubriken på föredraget var ”Fanbärare, folkbildare och spottkopp”.

## Medverkan i böcker
Som en del i sin praktik på Brunnsviks folkhögskola deltog han i arbetet med historiken ”Idéernas vapensmedja – Bommersvik” (Tiden och Bommersvik 1987). 
I boken ”Omdaningen” (SSU 1989) medverkade Abrahamsson med ett kapitel där han intervjuade dåvarande civilministern Bengt K Å Johansson och LO:s chefsekonom Dan Andersson om begreppet ekonomisk demokrati. 
2021 skrev han en längre text om regionalpolitik i antologin "2071 - på spaning efter socialdemokratins framtid" (Tiden).

## Utmärkelser
2013 tilldelades han Pressgruppens stipendium för ledarskribenter. Stipendiet användes för en reportageresa till Myanmar/Burma.